# Niceforo Cumno
Niceforo Cumno (in greco Νικηφόρος Χοῦμνος?; 1250/1255 – Costantinopoli, 16 gennaio 1327) è stato un filosofo, politico e teologo bizantino, alto dignitario del primo periodo dei Paleologi nonché una delle figure più importanti nel campo delle arti e delle lettere nel cosiddetto Rinascimento paleologico. Viene ricordato per il suo mandato undicennale come primo ministro dell'imperatore Andronico II Paleologo, la sua intensa rivalità intellettuale con lo studioso e politico Teodoro Metochite e per aver fatto costruire il monastero di Theotókos Gōrgoepēkoos a Costantinopoli.

## Biografia
Cumno nacque in una data imprecisata fra il 1250 ed il 1255 da una distinta famiglia che dall'XI secolo aveva fornito alcuni funzionari di alto rango all'impero. Niceforo studiò retorica e filosofia sotto il futuro Patriarca di Costantinopoli Gregorio II di Costantinopoli, ed a conclusione dei suoi studi entrò nella burocrazia imperiale. Divenne noto per la prima volta intorno al 1275, essendo stato nominato quaestor, ovvero ambasciatore presso il regnante mongolo dell'Ilkhanato di Persia, Abaqa Khan. Nonostante sotto Michele VIII anche Cumno avesse abbracciato la proposta di unione con la Chiesa cattolica, sotto il suo successore, il fermamente ortodosso e pio Andronico II Paleologo, ritornò sui suoi passi. Intorno al 1285, compose un panegirico in onore dell'imperatore, debitamente enfatizzando non solo le sue virtù e le realizzazioni marziali, ma anche la sua opposizione verso l'Unione delle chiese. Da allora in poi, la sua ascesa nella gerarchia divenne molto rapida: nei primi mesi del 1294, dopo la morte di Teodoro Muzalon, Andronico II lo nominò mystikos (consigliere privato) e mesazōn (in altri termini capo dei ministri), mentre nel 1295 venne insignito del mandato di epi tou kanikleiou, divenendo capo della cancelleria imperiale. Secondo quanto scritto da Giorgio Pachimere, le assenze , sempre più prolungate, dell'imperatore dalle sue funzioni amministrative al fine di dedicarsi alla preghiera e al digiuno, lasciarono a Cumno il compito di gestire con efficacia il governo dello Stato. La crescente influenza di Cumno portò ad uno scontro con il deposto patriarca Atanasio I, nel cui allontanamento, nel 1293, potrebbe aver avuto un qualche ruolo. La loro inimicizia, che è stata probabilmente fondata sulle tendenze centralizzatrici di Cumno e sulla sua formazione classicheggiante e umanistica, fu molto profonda ed è stata segnata dallo scambio di reciproche accuse di corruzione.
Nel 1303, il fallimento del programmato matrimonio di sua figlia Irene con Alessio II di Trebisonda, e l'opposizione dell'imperatrice Irene, riuscì ad assicurare il suo legame con la dinastia regnante sposandola al terzo figlio dell'imperatore, il despota Giovanni Paleologo (c. 1286-1308). Nonostante ciò, due mesi più tardi, venne deposto da mesazōn e l'incarico affidato al suo nemico Metochite. Durante la sua gestione del potere, riuscì ad accumulare una grande fortuna, specialmente in proprietà in Macedonia, attraverso tangenti, la vendita di uffici e tasse sull'agricoltura. Queste pratiche erano abbastanza comuni tra la burocrazia paleologa, la cui corrotta amministrazione era particolarmente gravosa sui sudditi dell'Impero. Parte della sua fortuna la impiegò comunque nella costruzione del monastero di Theotókos Gōrgoepēkoos a Costantinopoli.
Allo scoppio della guerra civile bizantina, tra Andronico II Paleologo detto il vecchio, e il nipote Andronico III Paleologo detto il giovane, Niceforo supportò il vecchio amico, e difese Tessalonica, di cui era prefetto, dagli attacchi degli uomini di Andoronico il giovane, ma infine fu costretto ad arrendersi, dopo che nel 1328 Andronico il vecchio abdicò in favore del nipote, lasciandogli così il trono di Bisanzio.
Cumno si ritirò dalla vita pubblica e durante gli anni 1320, ingaggiò un lungo scambio di polemiche con il capo intellettuale e politico rivale Teodoro Metochite. Mentre Cumno derideva la mancanza di chiarezza del suo avversario, Metochite attaccava il disinteresse di Cumno per la fisica e la sua ignoranza sull'astronomia, che egli riteneva come la "più alta forma di scienza". Intorno al 1326, Cumno si ritirò in convento come monaco, sotto il nome di Natanelo, al monastero di Cristo Philanthropos a Costantinopoli, che era stato fondato da sua figlia Irene, ove morì il 16 gennaio 1327.

## Scritti
Cumno fu uno scrittore prolifico, grandemente influenzato dai Classici, che aveva studiato in gioventù. Le sue opere, molte delle quali mai pubblicate, comprendono pezzi di retorica, come ad esempio l'elogio di Andronico II, così come trattati di filosofia, in particolare sulla teoria elementare, la meteorologia, la cosmologia e la teologia. Molti di questi trattati spesso sembrano essere stati composti in occasione di incontri letterari all'interno della corte, a volte con la presidenza dell'imperatore. Della sua vasta corrispondenza sono pervenute 172 delle sue lettere.
Nelle sue opere filosofiche, Cumno si dimostra un difensore "ardente e abile" di Aristotele. Tuttavia, egli non abbraccia l'aristotelismo, ma è piuttosto interessato a fornire una giustificazione razionale, rigidamente filosofica, alle dottrine sostenute dalla teologia cristiana. Nei suoi attacchi contro le teorie di Platone sulla sostanza e la forma o, nella sua confutazione delle teorie di Plotino sull'anima, Cumno cerca di dimostrare l'insegnamento teologico cristiano.
Le sue opere più importanti sono:
- Confutatio Dogmatis de Processione Spiritus Sancti;
- Sermo in Christi Transfigurationem;
- Symbuleuticus de Justitia ad Thessalonicenses, et Urbis Encomium;
- Ex Imperatoris Decreto, ut Judices jurejurando obligentur, ad Munus sancte obeundum;
- Encomium ad Imperatorem" (Andronicum II.);
- Querela adversus Niphonem ob male administratam Patriarchatus sui Provinciam;
- Oratio funebris in Theoleptum Metropolitam Philadelphiae;
- Ad Imperatorem de Obitu Despotae et Filii ejus;
- De Charitate, erga Proximum, et omnia reliquenda ut Christum sequamur, &c.;
- De Mundi Natura;
- De Primis et Simplicibus Corporibus;
- Quod Terra quum in Medio sit, infra se nihil habeat;
- Quod neque Materia ante Corpora, neque Formae seorsim, sed haec ipsa simul constant;
- Contra Plotinum de Anima rationali Quaestiones variae, ubi de Metempsychosi, de Belluis, utrum Intellectu praeditae sint, nec ne, de Corporum Resurrectione, et aliis disseritur;
- De Anima sensitive et vegetiva;
- Quod non impossibile sit, etiam secundum physices Rationes, collocatam esse Aquam in Firmamento, turn, quum Orbis Terrarum creatus sit, eamque ibi esse et perpetuo manere;
- Oratio in Laudem Imperatoris Andronici Senioris;

Secondo il bizantinista francese Rodolphe Guilland, "dal suo amore dell'antichità, passionale, anche se un po' servile, e dalla varietà delle sue conoscenze, Cumno fu un araldo dell'umanesimo italiano e del Rinascimento occidentale".

## Famiglia
Suo fratello Teodoro, fu anch'egli un dignitario di corte. 
Dal suo matrimonio ad una donna sconosciuta, Cumno ebbe diversi figli:
- Giovanni Cumno, parakoimōmenos (ciambellano) e generale.[3]
- Giorgio Cumno, epi tēs trapezēs (capo della tavola imperiale) e megas stratopedarchēs (gran maestro di campo).[3]
- Irene Cumnaina Palaiologina, sposata al despota Giovanni Paleologo. Dopo la morte del marito nel 1308, ed essendo senza figli, divenne monaca con il nome di Eulogia, e fondò il monastero di Cristo Philanthrōpos a Costantinopoli.[16][17] Nonostante il suo ritiro in convento, rimase molto attiva nella vita intellettuale della capitale, maantenendo una grande biblioteca, commissionando copie di manoscritti e conversando e corrispondendo con studiosi.[18]